# Jezioro Końskie
Jezioro Końskie (kaszb. Jezoro Końsczé) – jezioro rynnowe położone na północnym skraju Pojezierza Północnokrajeńskiego ("Obszar Chronionego Krajobrazu Jezior Krępsko i Szczytno"), na obszarze gminy Przechlewo, o ogólnej powierzchni 55 ha. Przez jezioro przepływa rzeka Brda stanowiąca szlak kajakowy i łącząca zarazem akwen jeziora poprzez jezioro Szczytno Małe z pozostałymi jeziorami tzw. zespołu Szczycieńskiego.